# MONO消しゴム

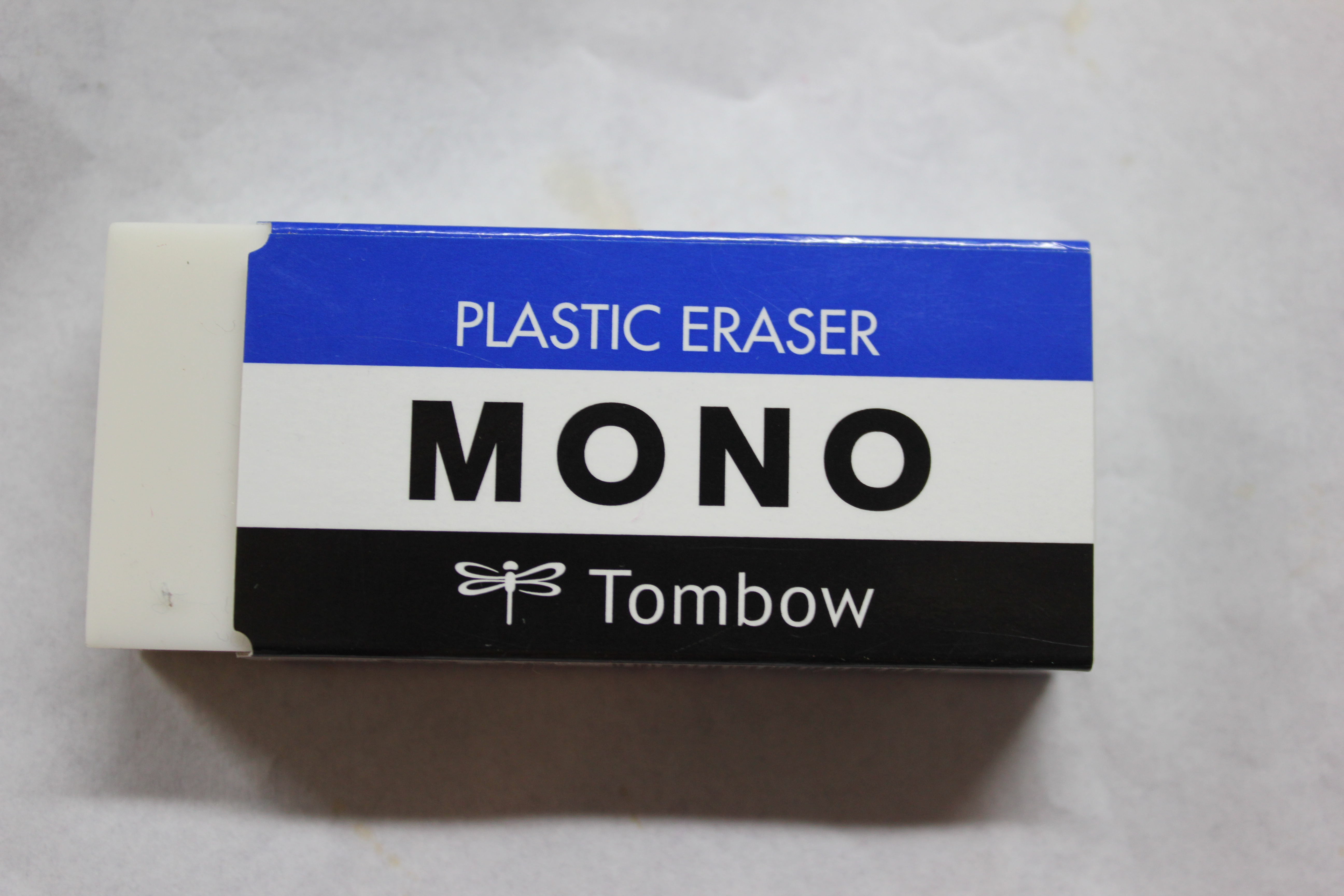
白い一般的なMONO消しゴム。

MONO消しゴム（モノけしゴム）は、トンボ鉛筆が販売するプラスチック消しゴムのブランド名。ロングセラー商品・定番商品で、比較的高性能であるため愛用する者も非常に多い。
「MONO」は鉛筆・ボールペンなどを含めたトンボ鉛筆の筆記具ブランド名であるが、特に消しゴムを指して単に「MONO」と呼ぶ場合も多い。「モノケシ」という愛称も存在し、トンボ鉛筆が公式サイトにおける企画名に用いている。

## 沿革
元々は、1967年にトンボ鉛筆創業55周年を記念して発売された高級鉛筆「MONO100」の1ダース入りの箱の中にノベルティーとして入れられていた、ポリ塩化ビニルを原料としたプラスチック消しゴムであった。

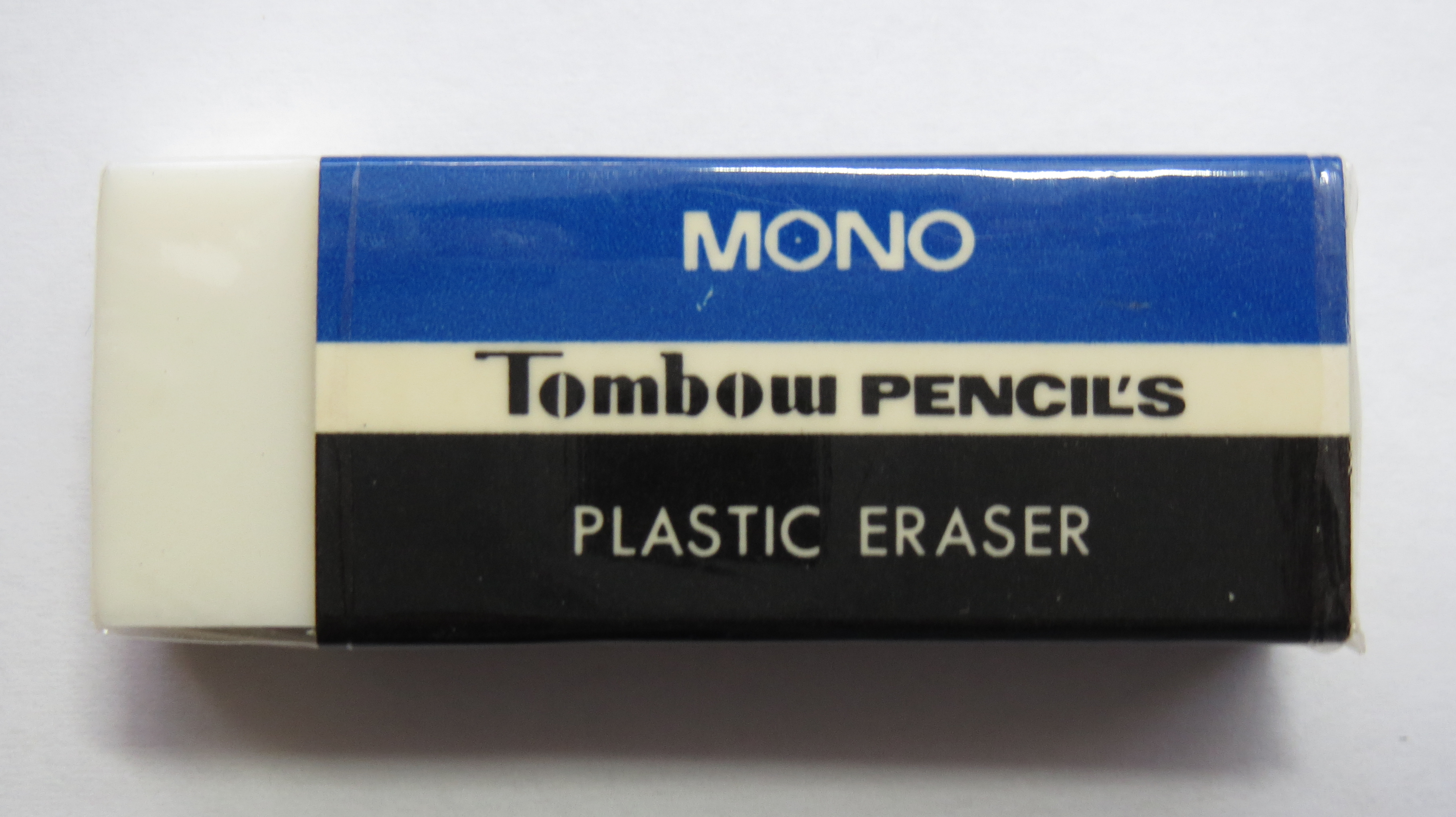
1969年発売の初代MONO消しゴム。

当時主流だった生ゴムを原料とするラバー消しゴムに比べて消字力がよかったため評判となり、1969年に青・白・黒のストライプの紙スリーブで商品化された（この開発には消しゴムメーカーのシードゴム工業が協力している）。ロゴの位置が現行製品と異なっており、青のストライプにMONO、白にTombow、黒にPLASTIC ERASERという位置になっていた。
2018年春以降の出荷分では、可塑剤をフタル酸エステル不使用のものに変更した。

### スリーブの変革
1980年頃にロゴが現行製品と同じ位置の、青にPLASTIC ERASER、白にMONO、黒にTombowとなり、1990年代には、MONOの書体もゴシック体に変更され、現行の形となった（この頃までは、消しゴム本体にもMONOロゴが印刷されていた）。その後はトンボ鉛筆のロゴ刷新時における数度の微変更を経て現在に至る。
2005年より、スリーブが消しゴムに食い込んで傷つくのを防ぐため、スリーブの角にU字形の切れ込み（Uカット）を採用した。また2010年代半ばよりシードに委託していた消しゴム製造を自社に切り替え、スリーブ側面にあった日本字消工業会のクリーンマーク（固有番号01）が除かれた。

## シリーズ

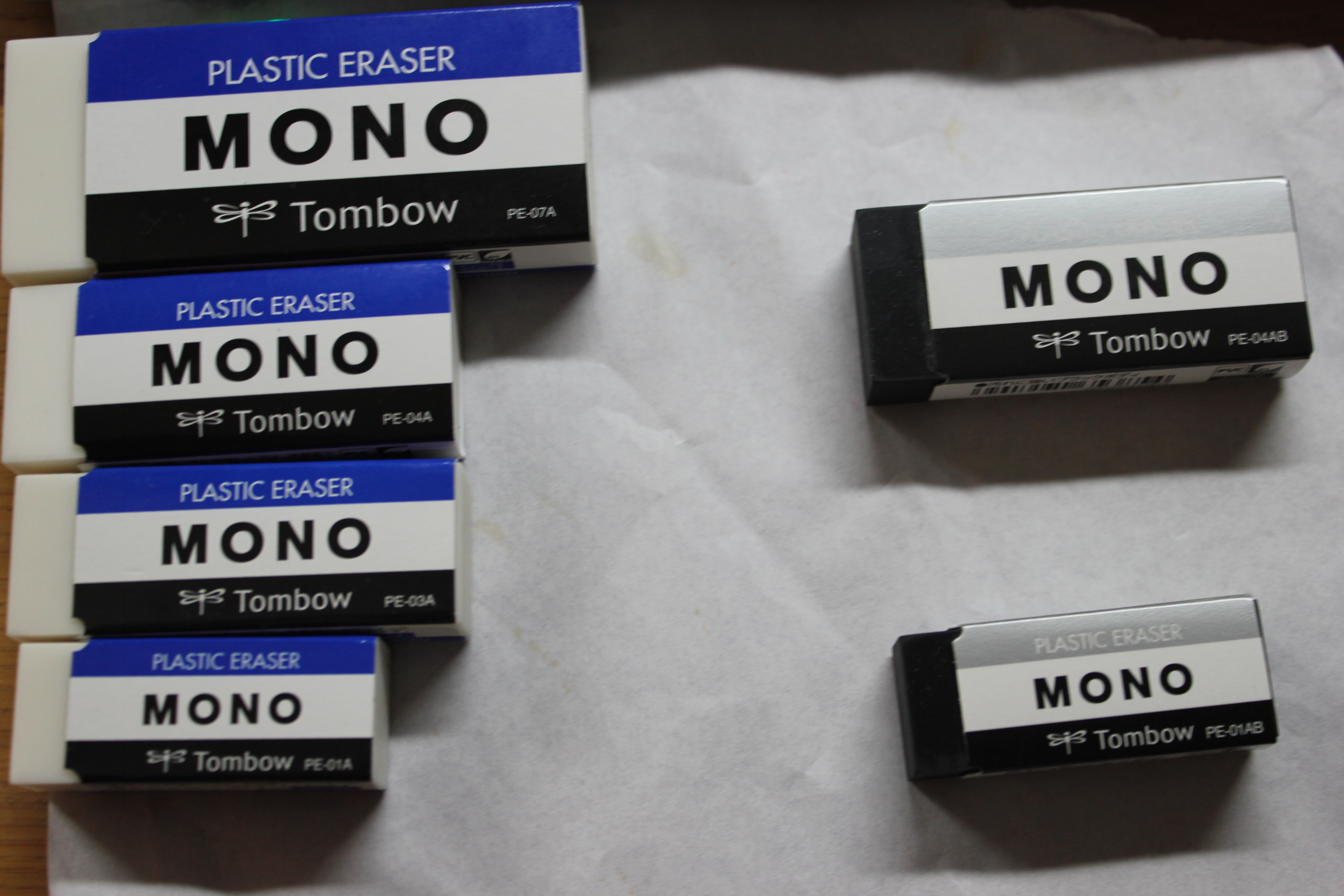
サイズ別のMONO消しゴム。

上が標準品、下がブラックタイプ。

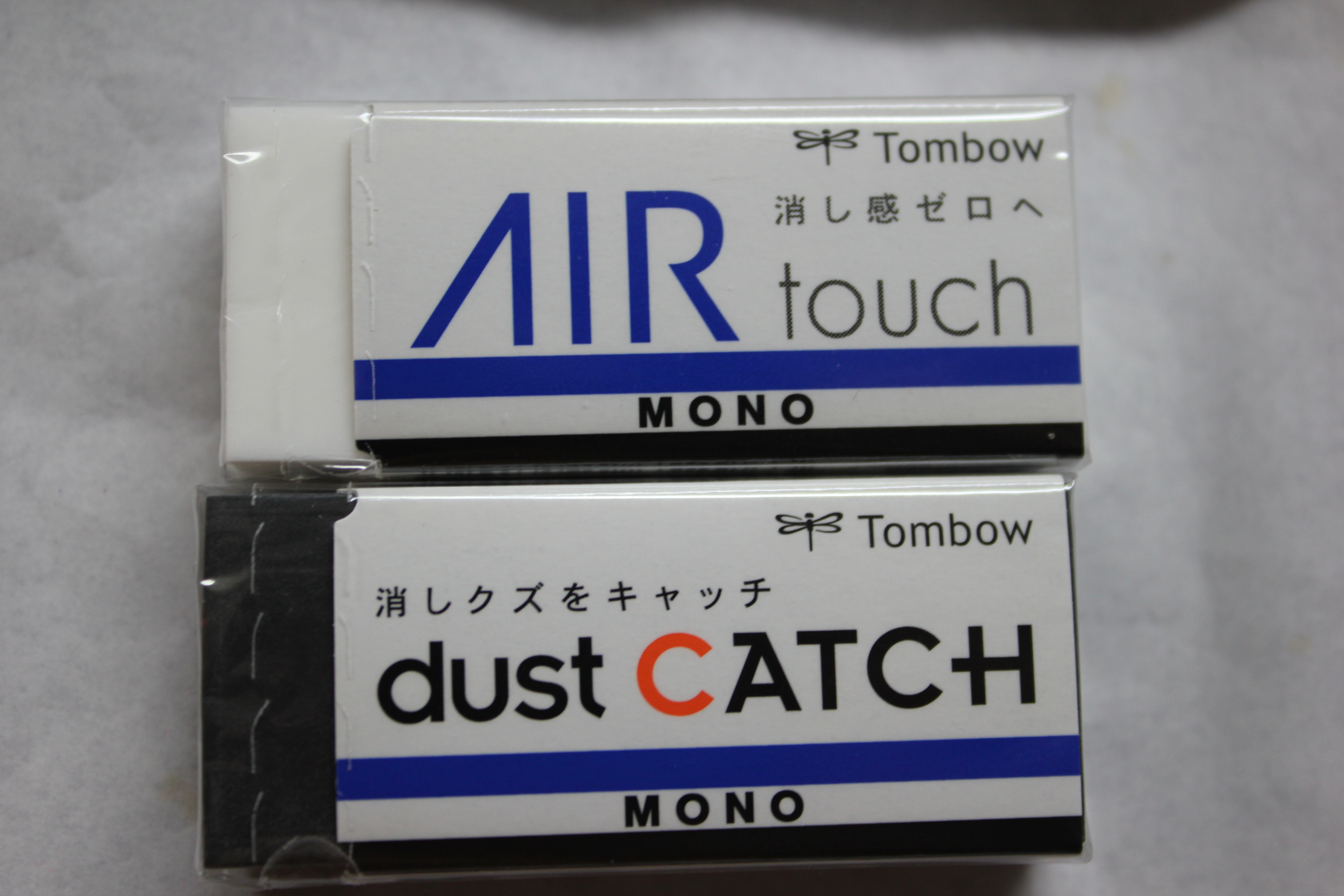
上がMONOエアタッチ。下がMONOダストキャッチ。

MONO（モノ消しゴム）

定番商品。現在販売されているサイズは5種類。2013年に本体の汚れが目立たない「MONO消しゴム[ブラック]」（2種類）を追加。事務製図用。
2017年8月18日には試験対応用として文字なしのMONO消しゴムも発売。
MONO NONDUST（モノ ノンダスト）
消しくずが1つにまとまりやすく、散らかりづらくなっているもの。事務製図用。
MONO NP
焼却時に有毒ガスが出ないように、原料にスチレン系合成ゴムを使用したもの。パッケージは緑色。販売終了。
MONO LIGHT（モノ ライト）
軽い力で消せるようにしたもの。細長い形で、サイズは2種類。パック販売では通常のMONO消しゴムとの同梱品もある。事務製図用。
MONO もっとかる〜く消せる消しゴム
MONO LIGHTの改良版。学習用。
MONO もっとあつまる消しゴム
MONO NONDUSTの改良版。学習用。販売終了。
MONO 砂消しゴム
砂消しゴム。インク・タイプライター用。
MONO 砂・ラバー消しゴム
左半分が砂消しゴム、右半分が天然ゴムを使った消しゴムとなっている。インク・鉛筆両用。
MONO AIRtouch（モノ エアタッチ）

中空マイクロカプセルと特殊配合オイルの組み合わせにより、驚異的な軽いタッチを実現した消しゴム。反面消しクズは多い。
MONO dustCATCH（モノ ダストキャッチ）
タックポリマーの配合により、文字通り『消しクズをキャッチする』消しゴム。出た消しクズは本体と融合するか、出たとしても1つにまとまり、机を汚さない。本体は黒色で、汚れも目立ちにくい。
MONO smart（モノ スマート）
厚さが5.5 mmのスリムタイプ。
MONO 学習用消しゴム
消字性能を向上させ、2B、4B、6Bなどの濃く柔らかい芯で書かれた文字でも簡単に消せる。学習用。スリーブにミシン目あり。
MONO TOUGH（モノ タフ）
強度を向上させ折れにくくしたタイプ。独自の「ななめスリーブ」を特徴とする。サイズは2種類。スリーブにミシン目あり。
MONO natural（モノ ナチュラル）
MONO消しゴムにホタテ貝殻などに由来したバイオマス原料を配合したタイプ。サイズは2種類。
MONO ソフトタイプ・MONO ハードタイプ
ダイソー限定販売品。サイズはPE-01Aと同じ。

### ホルダー式
MONOノック3.8
直径3.8 mmのノック式消しゴム。非PVC素材。販売終了。
MONO stick（モノスティック）
直径6.7 mmのノック式消しゴム。クリップは未搭載。
MONO one（モノワン）
MONO stickをコンパクト化した、ショートタイプの繰り出し型消しゴム。直径6.7 mm。
派生品として、MONO AIR touchとMONO dustCATCHの特長をそれぞれ備えた「モノワン エアタッチ」「モノワン ダストキャッチ」も存在した（いずれも販売終了）。
MONO zero（モノゼロ）
世界最細のノック式消しゴム。非PVC素材。消しゴムの形状は丸型（直径2.3 mm）と角型（2.5 mm × 5 mm）がある。

## コラボレーション商品
mono (漫画)
「ゆるキャン△」の作者・あfろ原作で、山梨県甲府市在住の女子高生と漫画家を中心とした写真・映像（および旅）を題材とした漫画作品。2025年7月11よりMONO消しゴムとテレビアニメmonoのコラボレーション商品『TVアニメ「mono」×「モノ消しゴム」』を発売。

## 関連書籍
- 『MONO文具BOOK』（宝島社、2020年、ISBN 978-4299008015）付録にMONO消しゴムを模したガジェットポーチがついている。